# Королівські перегони Ру Пола: Сполучене королівство проти всього світу
Королівські перегони Рупола: Сполучене королівство проти всього світу (англ. RuPaul's Drag Race: UK vs the World) — спін-офф RuPaul's Drag Race UK. Прем'єра реаліті-шоу відбулася 1 лютого 2022 року. РуПол ведучий, і як головний суддя, Мішель Візаж, Грем Нортон і Алан Карр у ролі допоміжних суддей.
Учасників першої серії було оголошено 17 січня 2022 року.

## Виробництво
21 грудня 2021 року студія World of Wonder оголосила, про прем'єру реаліті-шоу RuPaul's Drag Race: UK Versus the World яка відбудеться в лютому 2022 року, а BBC додало, що дата запуску шоу збігається з перезапуском  формату BBC Three як телевізійного каналу. Участь в шоу взяли дев’ять міжнародних дреґ-квін, які змагалися у франшизі Drag Race по всьому світу. Зйомки відбувалися в березні 2021 року в Манчестері, там де й третя серія RuPaul's Drag Race UK.
В цьому сезоні дві кращі дреґ-квін змагалися у фінальному конкурсі «Ліпсинк для всього світу» (англ. Lip Sync for the World), переможниця ліпсинку отримує золотий «RuPeter Badge» і вибирає, кого з слабших дреґ-королев усунути.

## Учасники
| Учасник       | Вік | Місце народження                 | Минулий Сезон   | Місце      | Нинішнє місце в сезоні |
| ------------- | --- | -------------------------------- | --------------- | ---------- | ---------------------- |
| Blu Hydrangea | 25  | Белфаст, Сполучене Королівство   | UK 1 сезон      | 5-те місце | Переможець             |
| Mo Heart      | 34  | Канзас-Сіті, США                 | 10 сезон        | 8-ме місце | 2-е місце              |
| Mo Heart      | 34  | Канзас-Сіті, США                 | All Stars 4     | 3-тє місце | 2-е місце              |
| Жужубі        | 36  | Бостон, США                      | 2 сезон         | 3-тє місце | 3-е місце              |
| Жужубі        | 36  | Бостон, США                      | All Stars 1     | 3-тє місце | 3-е місце              |
| Жужубі        | 36  | Бостон, США                      | All Stars 5     | 2-е місце  | 3-е місце              |
| Бага Чіпз     | 31  | Лондон, Сполучене Королівство    | UK 1 сезон      | 3-тє місце | 3-е місце              |
| Джані Жаке    | 29  | Волендам, Нідерланди             | Holland 1 сезон | 2-е місце  | 5-е місце              |
| Панжайна Хілс | 32  | Бангкок, Таїланд                 | Thailand        | Н/Д        | 6-е місце              |
| Джимбо        | 37  | Вікторія, Канада                 | Canada 1 сезон  | 4-е місце  | 7-е місце              |
| Шеріл Хол     | 27  | Челмсфорд, Сполучене Королівство | UK 1 сезон      | 4-е місце  | 8-е місце              |
| Лемон         | 25  | Нью-Йорк, США                    | Canada 1 сезон  | 5-е місце  | 9-е місце              |

1. ↑  Мо Хьорт, називали Монік Хьорт у 10 сезоні та All Stars 4. Вона оголосила про зміну імені в третьому епізоді, а також знялася рекламі шоу.
2. ↑  Панжайна Хілс ніколи раніше не брала участь у франшизі Drag Race. Була співведучою та суддею 1 і 2 сезонів «Drag Race Thailand».

## Змагання з ліпсинку
| Епізод | Учасник (Вибір переможця) | Учасник (Вибір переможця) | Учасник (Вибір переможця)     | Пісня                                                     | Переможець    | Номінант на вибуття                      | Вибув         |
| ------ | ------------------------- | ------------------------- | ----------------------------- | --------------------------------------------------------- | ------------- | ---------------------------------------- | ------------- |
| 1      | Джимбо (Джані Жаке)       | проти                     | Панжайна Хілс (Лемон)         | "Say You'll Be There" (Spice Girls)                       | Панжайна Хілс | Джані Жаке Лемон                         | Лемон         |
| 2      | Джані Жаке (Шеріл Хол)    | проти                     | Джимбо (Жужубі)               | "Supermodel (You Better Work) (El Lay Toya Jam)" (RuPaul) | Джані Жаке    | Шеріл Хол Жужубі                         | Шеріл Хол     |
| 3      | Джані Жаке (Жужубі)       | проти                     | Панжайна Хілс (Джимбо)        | "We Like to Party! (The Vengabus)" (Vengaboys)            | Панжайна Хілс | Джимбо Жужубі                            | Джимбо        |
| 4      | Бага Чіпз (Панжайна Хілс) | vs.                       | Blu Hydrangea (Панжайна Хілс) | "Let It Go" (Александра Берк)                             | Blu Hydrangea | Джані Жаке Жужубі Mo Heart Панжайна Хілс | Панжайна Хілс |
| 5      | Жужубі (Джані Жаке)       | vs.                       | Mo Heart (Джані Жаке)         | "Toy" (Netta)                                             | Жужубі        | Бага Чіпз Blu Hydrangea Джані Жаке       | Джані Жаке    |
| 6      | Бага Чіпз                 | vs.                       | Mo Heart                      | "Domino" (Джессі Джей)                                    | Mo Heart      | Н/Д                                      | Бага Чіпз     |
| 6      | Blu Hydrangea             | vs.                       | Жужубі                        | "The Reflex" (Duran Duran)                                | Blu Hydrangea | Н/Д                                      | Жужубі        |
| 6      | Blu Hydrangea             | vs.                       | Mo Heart                      | "Supernova" (Кайлі Міноуг)                                | Blu Hydrangea | Н/Д                                      | Mo Heart      |

     Учасник вибув після свого першого разу перебування в нижньому місці.
     Учасник вибув після третього перебування, який був нижчим.
     Учасник вибув після першого раунду фінального змагання з ліпсинку за корону.
     Учасник був усунутий після другого раунду фінального ліпсинку за корону.

## Запрошені судді
- Мелані Чисголм, попспівачка
- Дейзі Мей Купер, акторка
- Джонатан Бейлі, актор
- Клара Амфо, радіо ведуча
- Мішель Кіган, акторка
- Джейд Фьоруолл, співачка

### Особливі гості
Гості, які з'являлися в епізодах, але не судили на головній сцені.
| 3 Епізод - Йоганнес Радебе, Танцюрист 4 Епізод - Кеті Прайс, медійна особа | 6 Епізод - Біллі Портер, актор, співак, автор - Елтон Джон, співак, піанист та композитор - Наомі Кемпбелл, модель, акторка, співачка, бізнесвумен |

## Епізоди
| № серії | Назва серії        | Оригінальна дата показу | Глядачів UK (млн) |
| --- | ------------------ | ----------------------- | ----------------- |
| 1 | «Global Glamazons» | 1 лютого 2022           | 0.93              |
| У змаганні беруть участь дев'ять королев із усієї франшизи "Drag Race". РуПол повідомляє їм, що для успішного проходження головного завдання королеви повинні провести шоу талантів перед суддями. - Бага Чіпз - Спів в живу - Blu Hydrangea - Ліпсинк - Шеріл Хол - Ліпсинк - Джані Жаке - Ліпсинк/танець - Джимбо - Комедійний номер - Жужубі - Спів в живу - Лемон - Ліпсинк - Mo Heart - Спів в живу - Панжайна Хілс - Ліпсинк Головна категорія «Я переможиця,крихітко» (англ. I'm a Winner, Baby). Бага Чіпз, Blu Hydrangea, Джимбо та Панжайна Хілс отримали позитивну критику, а Джимбо та Панжайна Хілс стали двома кращими королевами тижня. Джані Жаке та Лемон отримують негативну критику та опиняються на «дні» (англ. bottom) тижня. Джимбо та Панжайна Хілс ліпсинкували "Say You'll Be There" від Spice Girls. Панжайна Хілс виграє ліпсинк і вирішує усунути Лемон із змагань. - Запрошений суддя: Мелані Чисголм - Альтернативний суддя: Грем Нортон - Головне завдання: Виступити на щоу талантів - Тема випуску: I'm a Winner, Baby - Переможиці конкурсу: Джимбо та Панжайна Хілс - Пісня для Ліпсинку: "Say You'll Be There" від Spice Girls - Ліпсинк для Світу: Панжайна Хілс - На дні: Джані Жаке та Лемон - Вибула: Лемон - Прощальне повідомлення: "Люблю вас усіх. Не гіркий лимон, до зустрічі в турі XOXO, Лем." |                    |                         |                   |
| 2 | «RuPaul Ball»      | 8 лютого 2022           | 0.77              |
| Королеви заходять до робочої кімнати, і Джимбо розповідає, що вона відправила б додому Джані Жаке зі змагання, якби вона виграла ліпсинк. Для головного завдання королеви розроблять три образи для Балу РуПола (англ. RuPaul Ball), у категоріях Kitty Girl, Butch Queen та U Wear It Well, одяг, який змусить РуПола захотіти його носити. На подіумі Джані Жаке, Джимбо, Мо Харт і Панжайна Хілс отримали позитивну критику, а Джані Жаке та Джимбо стали двома найкращими королевами тижня. Шеріл Хол та Жужубі отримують негативну критику та є двома королевами на «дні» тижня. Джані Жаке та Джимбо ліпсинкують пісню "Supermodel (You Better Work) El Lay Toya Jam" від RuPaul. Джані Жаке перемагає та виганяє Шеріл Хол з змагання. - Запрошений суддя: Дейзі Мей Купер - Альтернативний суддя: Алан Кар - Головне Завдання: The RuPaul Ball - Тема випуску: Kitty Girl, Butch Queen and U Wear It Well - Переможиці конкурсу: Джані Жаке та Джимбо - Пісня для Ліпсинку: "Supermodel (You Better Work) El Lay Toya Jam" від RuPaul - Ліпсинк для Світу: Джані Жаке - На дні: Шеріл Хол та Жужубі - Вибула: Шеріл Хол - Прощальне повідомлення: "Мені не погрожували. Все ще не ПРИКИДУЮСЬ! Люблю вас, діви! ♡ XOXO Шеріл Хоул P.S. Тепер йдіть попісайте" |                    |                         |                   |
| 3 | «West End Wendys»  | 15 лютого 2022          | 0.69              |
| Королеви заходять до робочої кімнати, і Джимбо розповідає, що вона відправила б додому Жужубі зі змагання, якби вона виграла Ліпсинк. Для тижневого міні-виклику королеви зачитали одна одній все що думають. Жужубі перемагає в міні-виклику та розподіляє ролі для головного завдання. На головному завданні королеви виступили в театрі Вест-Енді - The Rusical". - Бага Чіпз у ролі Трейсі Фатберг - Blu Hydrangea у ролі Мерайя Гон Траппі - Джані Жаке у ролі Меріл Стріп - Джимбо у ролі Тото - Жужубі у ролі Саллі Боулз - Mo Heart у ролі Френк ен Фертер - Панжайна Хілс у ролі Widdle Orphan Fannie Головна категорія Пляття у горошок. Джані Жаке та Панжайна Хілс отримують позитивну критику та є двома кращими королевами тижня. Джимбо, Жужубі та Mo Heart отримують негативну оцінку, Джимбо та Жужубі були двома королевами на «дні» тижня. Джані Жаке та Панжайна Хілс ліпсинкували пісню "We Like to Party! (The Vengabus)" від Vengaboys. Панжайна Хілс перемогла ліпсинк та рекомендувала Джимбо до вигнання з шоу. - Запрошений суддя: Джонатан Бейлі - Альтернативний суддя: Грем Нортон - Міні-змагання: Читання є фундаментальним - МПереможець міні-змагання: Жужубі - Головне змагання: Іест-Енд Венді - The Rusical - Тема випуску: Горошок горошок горошок - Переможиці конкурсу: Джані Жаке та Панжайна Хілс - Пісня для ліпсинку: "We Like to Party! (The Vengabus)" by Vengaboys - Переможець ліпсинку для світу: Панжайна Хілс - На дні: Джимбо та Жужубі - Вибула: Джимбо - Прощальне повідомлення: "МЕНЕ ЗВУТЬ ПАНЖАЙНА, І Я ДУРНА ІДІОТКА. P.S. ЛЮБЛЮ ВАС УСІХ. P.P.S. КРІМ ДЖИМБО. " |                    |                         |                   |
| 4 | «Snatch Game»      | 22 лютого 2022          | 0.75              |
| Королеви заходять до робочої кімнати, і Джані Жаке розповідає, що відіслала б Жужубі додому зі змагань, якби та виграла ліпсинк. Головним випробуванням епізоду буде Snatch Game. Крім того, королеви гратимуть командами, головами яких будуть Мішель Візаж та Кеті Прайс. Команда Кеті Прайс: - Бага Чіпз в образі Кеті Бейтс (у ролі Енні з фільму Мізері.) - Жужубі в образі Шер - Панжайна Хілс в образі Мерая Кері Команда Мішель Візаж: - Blu Hydrangea в образі Майка Маєрса (Персонаж Остін Паверс та Доктор Зло) - Джані Жаке в образі Джеймса Чарльза - Mo Heart в образі Біллі Портера Тема випуску «Яка удача бути Леді» (англ. Luck Be A Lady). Бага Чіпз та Blu Hydrangea оголошені двома кращими королевами тижня.Після цього RuPaul оголошує, що якщо королеви не будуть двома кращими в наступному тижні, то шанс вилетіти значно зросте. Джані Жаке, Жужубі, Mo Heart та Панжайна Хілс є чотирма королевами які опинилися на дні тижня. Бага Чіпз та Blu Hydrangea ліпсинкували "Let It Go" від Александри Берк. Blu Hydrangea виграє і вирішує усунути Панжайну Хілс із змагань. - Запрошений суддя: Клара Амфо та Мішель Кіган - Головне завдання: Snatch Game - Тема випуску: Luck Be A Lady - Переможці завдання: Бага Чіпз та Blu Hydrangea - Пісня для ліпсинку: "Let It Go" від Александри Берк - Переможець ліпсинку для Світу: Blu Hydrangea - Четвірка на дні: Джані Жаке, Жужубі, Mo Heart та Панжайна Хілс - Вибула: Панжайна Хілс - Прощальне повідомлення: "Я люблю вас усіх від душі ♡ ขอบคุณทุกคนที่รักปันค่ะ" ("Я люблю вас усіх від душі ♡ дякую всім за любов до мене")                     |                    |                         |                   |
| 5 | «Semifinals»       | 1 березня 2022          | 0.78              |
| Королеви заходять до робочої кімнати, і Бага Чіпз розповідає, як вона би вигнала Панжайну Хілс із змагань, якби вона виграла ліпсинк. Для головного завдання цього тижня кролеви напишуть, запишуть і виконають власну пісню на мнер пісні від Рупола «London». Тема випуску Мистецька робота (англ. Werk of Art). Жужубі і Mo Heart оголошені двома найкращими королевами тижня. Бага Чіпз, Blu Hydrangea та Джані Жаке опинились на дні. Жужубі та Mo Heart ліпсинкували пісню "Toy" від Netta. Жужубі виграла ліпсинк та вибила Джані Жаке зі змагання. - Запрошений суддя: Джейд Фьоруолл - Головне завдання: Написати, записати та виконати власні пісні на манер RuPaul "London" - Тема випуску: Werk of Art - Challenge Winners: Jujubee and Mo Heart - Пісня для ліпсинку: "Toy" від Netta - Переможець ліпсинку для Світу: Жужубі - Трійка нижніх: Бага Чіпз, Blu Hydrangea та Джані Жаке - Вибула: Джані Жаке - Прощальне повідомлення: "Життя - це одна велика фантазія, поки ти в неї віриш! XOXO Джейні 💘" |                    |                         |                   |
| 6 | «Grand Finale»     | 8 березня 2022          | 0.74              |
| Королеви заходять до робочої кімнати, і Мо Харт розповідає, що вона відправила б додому Джейні Джеке зі змагання, якби виграла ліпсинк. Усі вибувші королеви повертаються до робочої кімнати, щоб обговорити все, що сталося цього сезону. Королеви в останнє виходять на подіум у своєму Grand Finale Eleganza Extravaganza. Після цього RuPaul оголошує, що королеви візьмуть участь у фінальному ліпсинку за корону. Перший ліпсинк проходить між Бага Чіпз і Mo Heart. Вони ліпсинкували під пісню "Domino" від Джессі Джей. Mo Heart виграє конкурс а Бага Чіпз вибуває зі змагання. Другий раунд ліпсинку пройшов між Blu Hydrangea та Жужубі. Вони ліпсинкували під пісню "The Reflex" від Duran Duran. Blu Hydrangea перемагає, а Жужубі вибуває. Фінальний ліпсинк проходить між Blu Hydrangea та Mo Heart. під пісню "Supernova" від Кайлі Міноуг. Blu Hydrangea було оголошено переможцем, а Мо Харт посіла друге місце. - Тема випуску: Grand Finale Eleganza Extravaganza - Фінальна четвірка: Бага Чіпз, Blu Hydrangea, Жужубі та Mo Heart - Фінальний ліпсинк #1: Бага Чіпз проти Mo Heart - Пісня: "Domino" від Джессі Джей - Вибула: Бага Чіпз - Фінальний ліпсинк #2: Blu Hydrangea проти Жужубі - Пісня: "The Reflex" від Duran Duran - Вибула: Жужубі - Фінальний ліпсинк #3: Blu Hydrangea vs. Mo Heart - Пісня: "Supernova" від Кайлі Міноуг - Друге місце: Mo Heart - Переможниця RuPaul's Drag Race UK vs the World: Blu Hydrangea |                    |                         |                   |

## Дискографія
| Назва                                           | Сезон |
| ----------------------------------------------- | ----- |
| "West End Wendys: The Rusical"                  | 1     |
| "Living My Life in London" (Cast Version)       | 1     |
| "Champion (Ru x Blu)" (RuPaul та Blu Hydrangea) | 1     |